# Clitinos
Clitinos (Clytini) é uma tribo de coleóptero da subfamília Cerambycinae.

## Gêneros
- Abacoclytus
- Acrocyrta
- Amamiclytus
- Amyipunga
- Anthoboscus
- Ayriclytus
- Brachyclytus
- Calanthemis
- Calloides
- Carinoclytus
- Cetimaju
- Chlorophorus
- Clytobius
- Clytocera
- Clytoleptus
- Clytopsis
- Clytosaurus
- Clytus
- Cotyclytus
- Cyrtoclytus
- Demonax
- Denticerus
- Dexithea
- Epiclytus
- Euryscelis
- Glycobius
- Hesperoclytus
- Ischnodora
- Isotomus
- Itaclytus
- Kazuoclytus
- Laodemonax
- Mecometopus
- Megacheuma
- Megacyllene
- Miriclytus
- Neoclytus
- Ochraethes
- Perissus
- Pirangoclytus
- Placoclytus
- Placosternus
- Plagionotulus
- Plagionotus
- Plagithmysus
- Plesioclytus
- Pseudosphegesther
- Psilomerus
- Rhabdoclytus
- Rhaphuma
- Rostroclytus
- Sarosesthes
- Sinoclytus
- Tanyochraethes
- Teratoclytus
- Thranodes
- Trichoxys
- Triodoclytus
- Tylcus
- Unaiuba
- Xylotrechus
- Ygapema